# 东印度公司大楼
东印度公司大楼（荷蘭語：Oost-Indisch Huis）是一座位于荷蘭阿姆斯特丹市中心的17世纪的早期建筑，它曾经是荷兰东印度公司阿姆斯特丹分部办公大楼，該建築目前已列入荷蘭國家遺產名錄。

## 历史
这里还保留着东印度公司的档案和绘制的地图，十七人董事会的大多数会议以及船员的招募也通常在这里举行。1976年，該建築進行了修復。在這次修復過程中大會議室也進行了重建。现在东印度大楼归阿姆斯特丹大学所有。

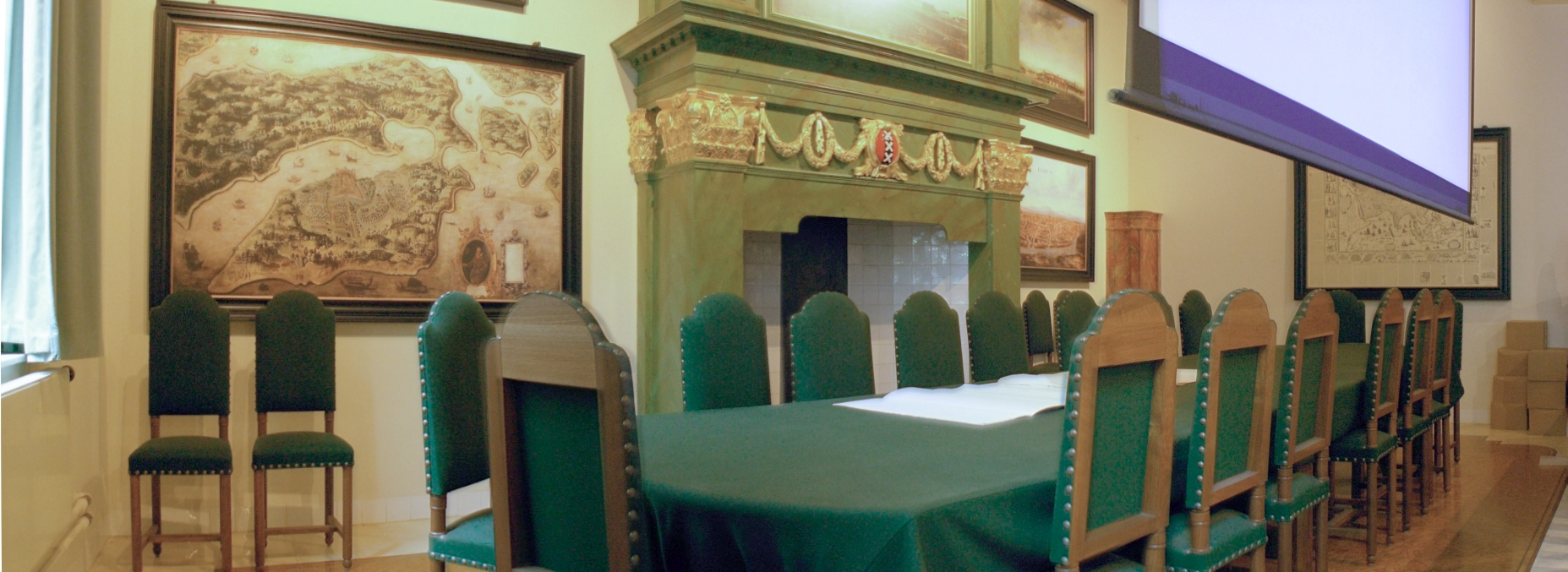
修缮后的十七人董事会会议室

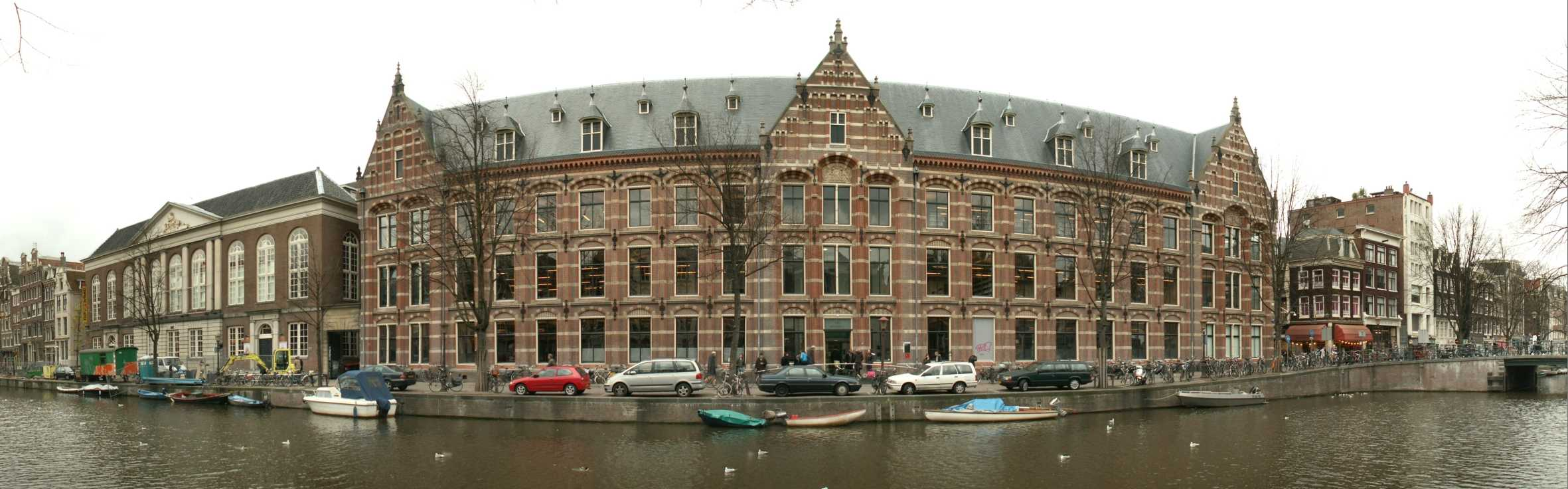
东印度公司东侧, 修建于1891年, 代替之前毁坏的Bushuis

## 画廊

荷蘭東印度公司阿姆斯特丹分會LOGO
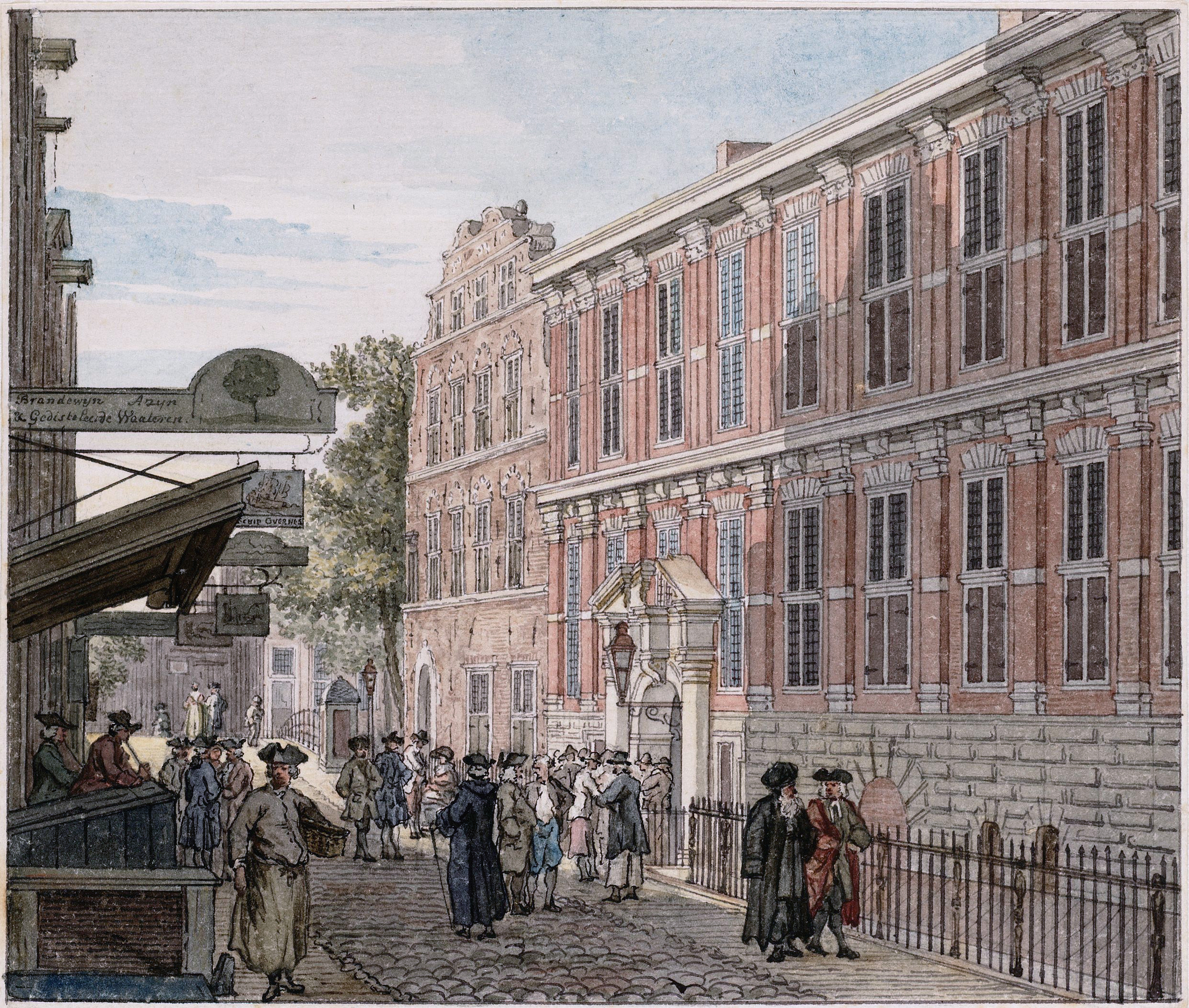
1768年的东印度公司大楼